# Sebastian Gercken

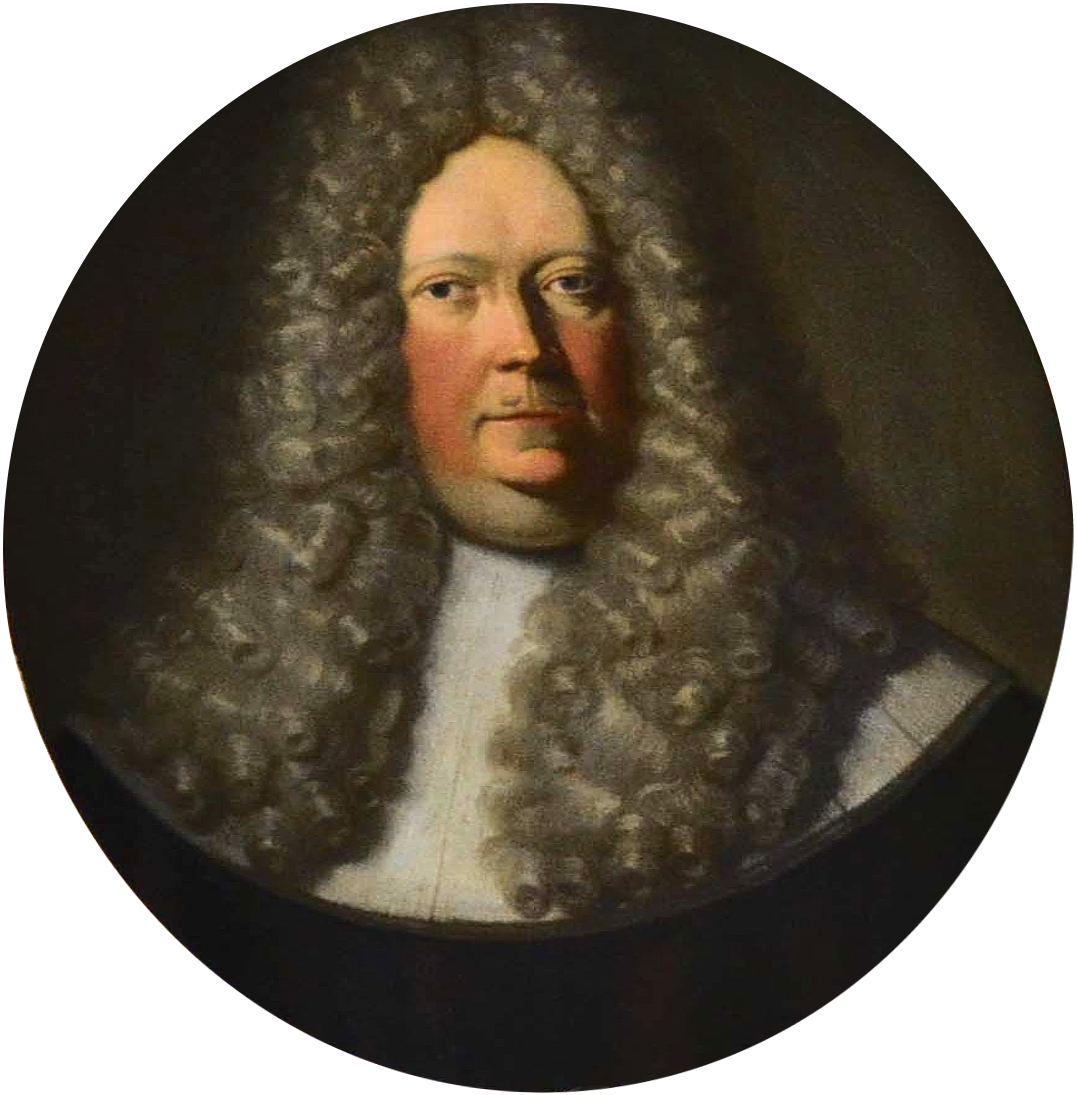
Sebastian Gercken

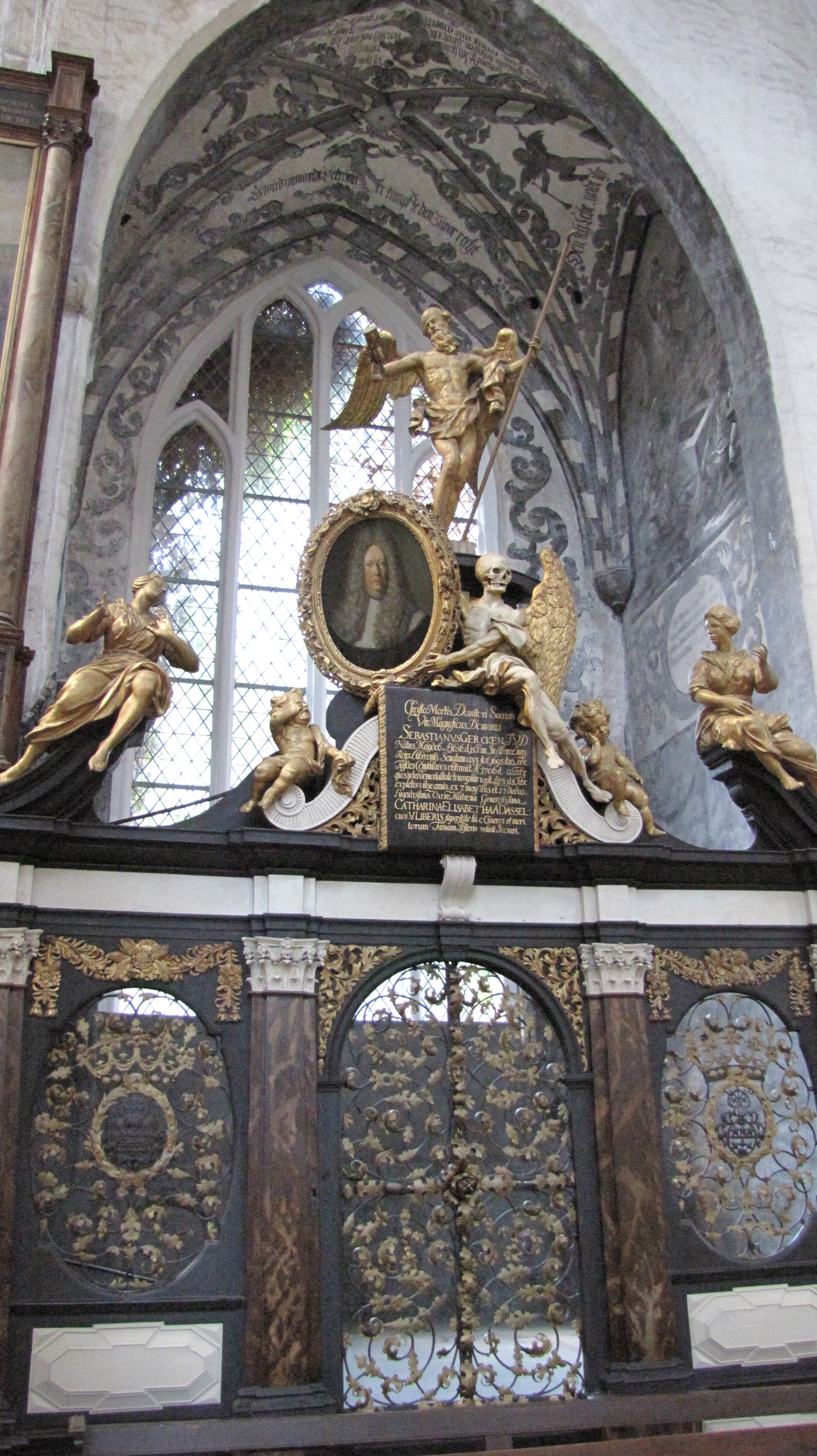
Gercken-Kapelle in der Katharinenkirche mit Porträt des Bürgermeisters Gercken

Sebastian Gercken (* 15. Juni 1656 in Magdeburg; † 8. Februar 1710 in Lübeck) war ein deutscher Bürgermeister des frühen 18. Jahrhunderts in der Hansestadt Lübeck.

## Leben
Gercken entstammte einer Magdeburger Ratsfamilie und war Sohn eines Advokaten in Magdeburg. Er studierte Rechtswissenschaften an der Universität Jena und begab sich sodann auf die damals übliche Grand Tour, die ihn nach Frankreich, England und in die Niederlande führte. Anschließend promovierte er an der Universität Greifswald 1687 zum Dr. jur. Sein Bruder Georg Friedrich Gercken war bereits Advokat in Lübeck und überzeugte Sebastian Gercken, ebenfalls in der Hansestadt tätig zu werden. In Lübeck heiratete er 1689 in die ursprünglich aus Lüneburg kommende Ratsfamilie von Dassel ein. 1695 wurde er in den Rat der Stadt gewählt und dort 1706 zu einem der vier Bürgermeister bestimmt. Als Gesandter vertrat er die Stadt mehrfach in Verhandlungen mit Dänemark.
Er wurde in seiner Grabkapelle im südlichen Seitenschiff der Katharinenkirche begraben, die mitsamt seinem dort befindlichen Epitaph erhalten ist.
Von seinen überlebenden fünf Kindern wurde sein Sohn Georg Heinrich Gercken (1690–1744) als Jurist zunächst Ratssekretär und Protonotar, ab 1735 ebenfalls Lübecker Ratsherr.